# 구지정 (이바라키현)
구지정(久慈町)은 이바라키현 구지군에 설치되었던 정이다. 현재의 히타치시 남부에 해당한다.